# Provency
Provency – miejscowość i gmina we Francji, w regionie Burgundia-Franche-Comté, w departamencie Yonne.
Według danych z 1990 r. gminę zamieszkiwało 216 osób, a gęstość zaludnienia wynosiła 18 osób/km² (wśród 2044 gmin Burgundii Provency plasuje się na 696. miejscu pod względem liczby ludności, natomiast pod względem powierzchni na miejscu 800.).